# 교토의 카가이
교토의 카가이/하나마치(일본어: 京の花街 きょうのかがい/はなまち[*])는 교토에 있는 카가이에 대해 말한다.
현재, 교토에는 카미히치켄, 기온코부, 폰토쵸, 기온히가시, 시마바라, 미야가와쵸 등 6개의 카가이가 있고, 이들을 총칭하여 교토의 로쿠카가이라고 부르기도 한다. 또한, 시마바라 이외의 교토카가이조합연홥회에 가맹하는 5개 지구를 총칭하여 고카가이라고 부르기도 한다. 2014년 3월, 교토시는 "교토를 잇는 무형문화유산"으로 "교토의 카가이의 문화" (고카가이와 시마바라의 문화)를 선정했다.

## 6개의 카가이

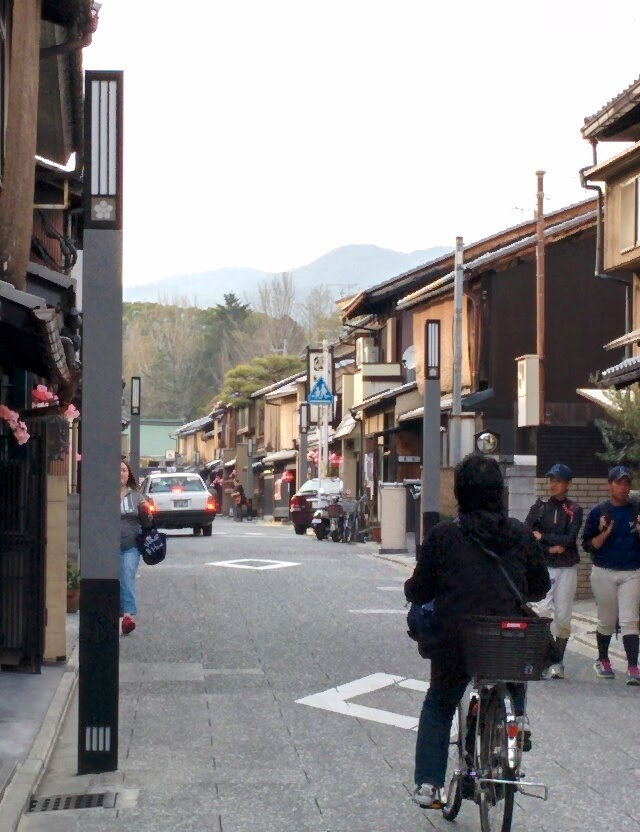
카미히치켄

### 카미히치켄(上七軒)
교토시 카미쿄구 신세이쵸에서 샤케나가야쵸에 위치한다. 무로마치 시대에 키타노텐만구를 재건할 때, 남은 재료를 사용해 7채의 챠야(茶店)를 지었다. 이것이 카미히치켄의 유래로, 모모야마 시대에 도요토미 히데요시가 키타노에서 다과회를 열었을 때에, 챠야 측은 경단을 헌상하였다가 크게 칭찬 받은 이래, 또한 니시진의 결합으로 카가이로서의 번영을 극에 달했다. 매년 봄이면 키타노오도리가 상연되어, 소수이지만 좋은 기예를 연마하고 있다.

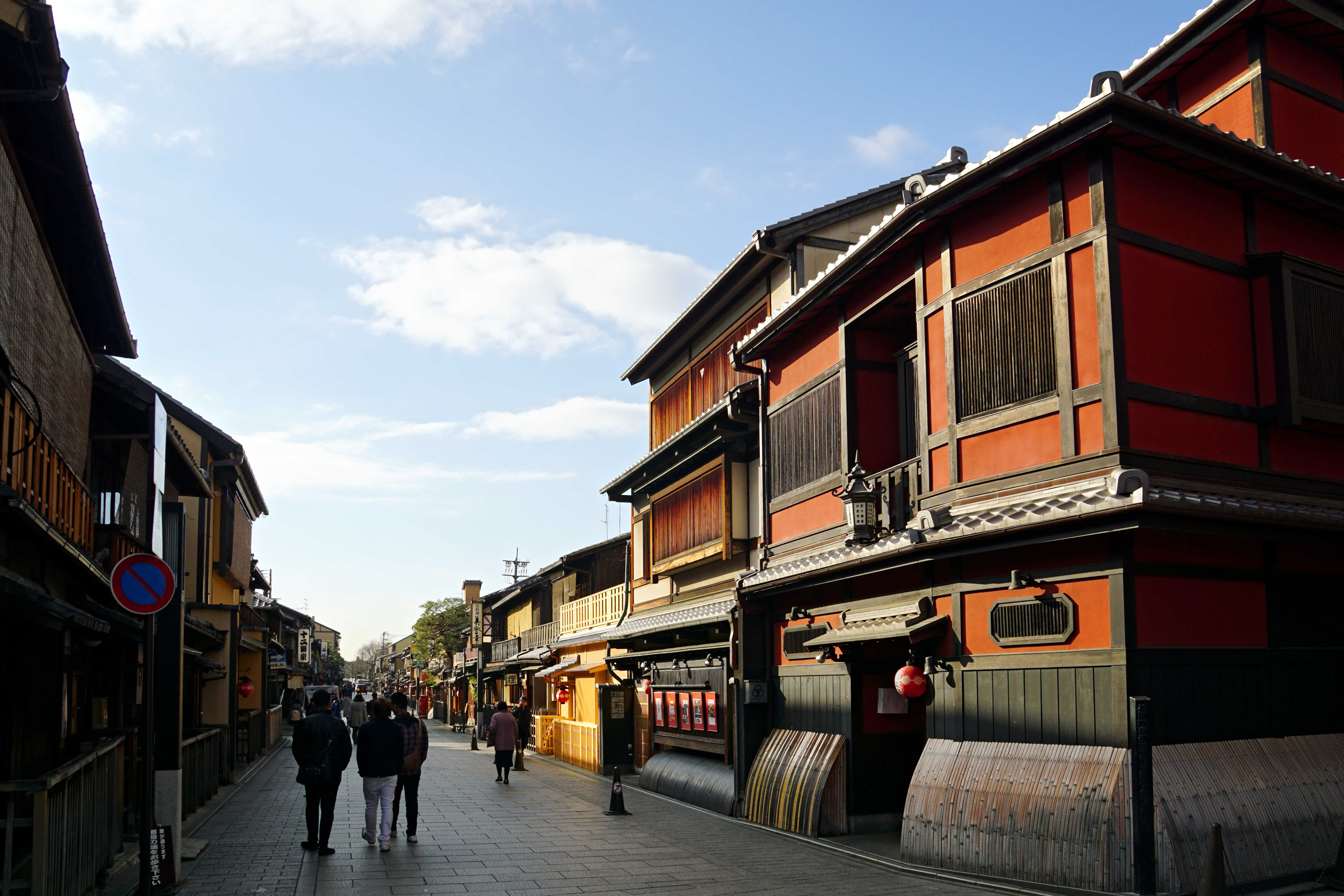
기온코부

### 기온코부(祇園甲部)
교토에서 가장 큰 카가이로, 일본 국내뿐만 아니라, 해외에도 알려져 있다. 에도 시대 초기에 야사카 신사 문전에서 미즈챠야(水茶屋)를 영업한 것이 시초로, 이후 카가이로 발전하여 정식으로 허가받았다. 이때 경단을 모티브로 한 문장이 만들어졌으며, 현재도 기온코부와 기온히가시의 문장으로 사용되고 있다. 에도 말기에는 오챠야가 5백여 채, 게이샤, 마이코, 창기 합쳐서 1천명이 넘었다고 한다. 메이지 5년, 도쿄 천도로, 쓸쓸해진 교토를 재건하고자, 마키무라 마사오가 박람회의 여흥으로 미야코오도리가 상연되었다. 안무 담당이 3세 이노우에 야치요 (본명 카타야마 하루코)가 맡았다. 이후 기온의 무용은 이노우에류 한줄기가 된다. 기온은 많은 가인이나 정치가 등의 저명인들에 의해서 사랑받았다.

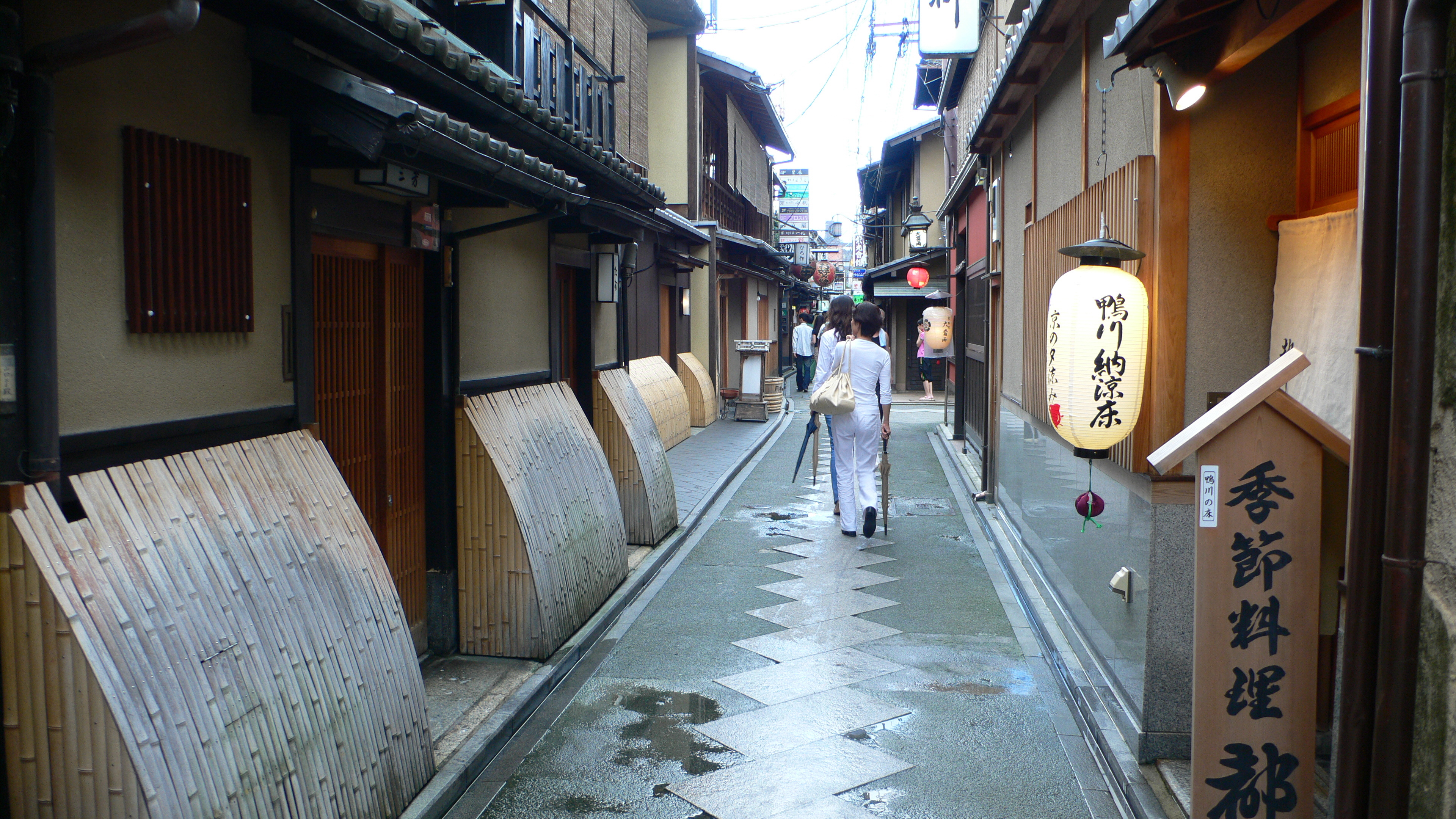
폰토쵸

### 폰토쵸(先斗町)
교토시 나카교구에 위치한 카모가와와 키야마치도오리 사이에 있는 카가이이다. 원래는 카모가와의 주로, 에도 시대 초기에는 강안 공사로 매립되어, 신카와라마치도오리라고 불렸다. 이 지역에 미즈챠야(水茶屋)가 처음 생긴 것은 쇼토쿠 2년 (1712년) 무렵이라고 하며, 처음에는 타카세강을 오르내리는 타카세 배의 사공이나 여객을 위한 여관이 차를 만드는 여자를 두고 있었다. 안세이 6년 (1859년)에 이르러, 게이샤요메업의 공허가 내려 카가이의 꽃을 피웠다. 메이지 5년 (1872년)에는 미야코오도리와 함께 카모가와오도리가 초연된 이래, 폰토쵸는 기온과 나란히 카가이로서 유명해졌다.

### 기온히가시(祇園東)
교토시 히가시야마구, 시죠하나미코지로 오르는 동쪽에 위치한 카가이다. 메이지에 들어와 기온코부로부터 분리ㆍ독립해, 코부에 대해 기온오츠부(祇園乙部)라고 칭해졌다. 오츠부는 주로 창기의 수가 많았다.

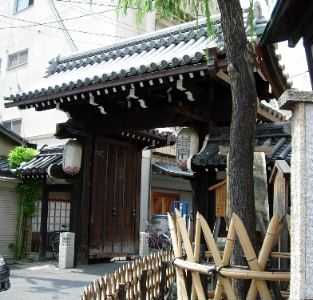
시마바라 대문

### 시마바라(嶋原)
교토시 시모교구에 위치한 카가이이다. 정식명칭은 니시신야시키(西新屋敷)로, 6개의 정 (우에노정, 나카노정, 나카도지정, 타유정, 시모노정, 요코야정)으로 구성되어 있다. 무로마치 시대에 공식허가 된, 일본에서 최초의 곽이 세번의 이전을 거쳐 시마바라라 불리게 되었다. 쇼와 시대 후기에 쇠퇴해, 교토 카가이 조합 연합회를 탈퇴했기 때문에, "교토의 5카가이"에는 포함되지 않는다.

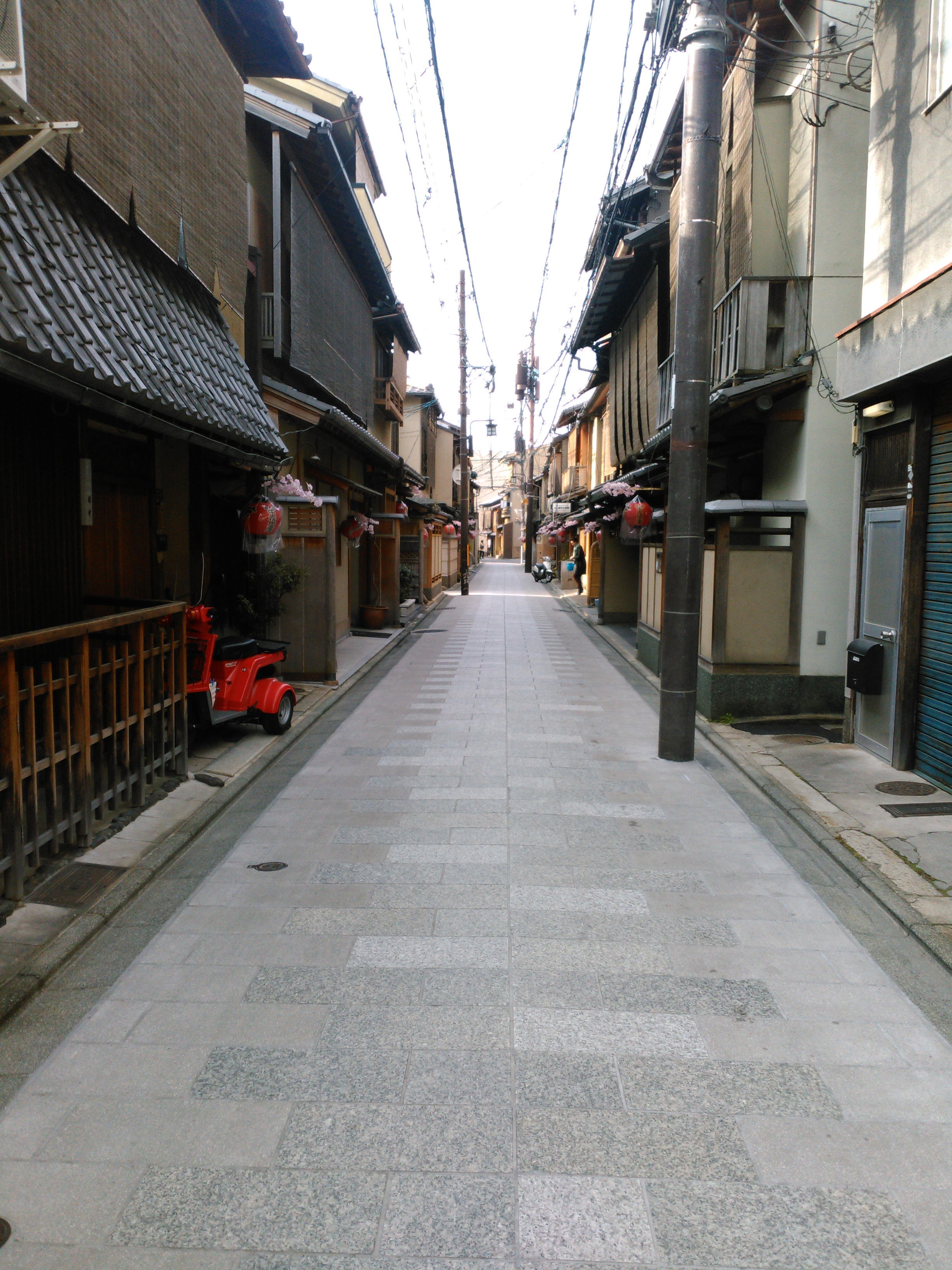
미야카와쵸

### 미야카와쵸(宮川町)
교토시 히가시야마구에 위치하고 있으며, 미야가와스지 2초메부터 6초메까지가 카가이이다. 이즈모노 오쿠니의 가부키오도리시대부터 시작하여, 처음에는 젊은 층 가부키 고야와 챠야가 즐비하고, 10대 소년이 접대를 하고 있었기 때문에 "카게마(陰間)"라 불리던 카가이였다. 이후, 형태가 바뀌어 호레키 연간 정식 인가되었다. 메이지, 다이쇼, 1968년 3월 15일 성매매방지법 시행까지는 유곽이었으며, 지금도 유곽 시기의 건물이 남아있다.

## 카가이의 오도리(をどり)
- 미야코오도리 - 4월 1일부터 30일에 걸쳐 기온코부카부렌죠에서 개최되는 기온코부의 무용 공연
- 카모가와오도리 - 5월 1일부터 24일까지 폰토쵸카부렌죠에서 상연되며, 교토의 카가이 중에서 가장 상연 횟수가 많다.
- 쿄오도리 - 4월 초순부터 하순에 걸쳐, 미야카와쵸카부렌죠에서 상연한다.
- 키타노오도리 - 4월 15일부터 25일까지 카미히치켄카부렌죠에서 공연한다.
- 기온오도리 - 11월 1일부터 10일까지 기온회관 (기온히가시)에서 행해져, 유일하게 가을에 상연되는 카가이의 오도리(をどり)

이 외, 기온코부, 카미히치켄, 폰토쵸, 미야카와쵸에서는 가을에도 취향을 바꾸어, 춤의 모임을 개최하고 있다 (기온코부 「온슈카이(温習会)」, 카미히치켄 「코토부키노카이(寿会)」, 폰토쵸 「스이메이카이(水明会)」, 미야카와쵸 「미즈에카이(みずゑ会)」). 또, 「오오키니 재단(おおきに財団)」 주최의 「고카가이 합동 공연(五花街合同公演)」이 매년 6월 중순에 상연된다.

## 예전에 존재했던 카가이 (유곽)

### 교토시 내

#### 메이지 ~ 다이쇼 시기
- 키요미즈 신지 - 1873년 (메이지 6년) 소멸
- 타츠미 신지 - 1873년 (메이지 6년) 소멸
- 하쿠바이즈시 - 1874년 (메이지 7년) 소멸
- 산본기 - 1876년 (메이지 9년) 소멸
- 미부 - 1880년 (메이지 13년) 소멸
- 시모가와라 - 1886년 (메이지 19년) 기온코부에 합병
- 니죠 신지 - 1887년 (메이지 20년) 폐지
- 스미조메 - 1911년 (메이지 44년?) 소멸
- 고죠하시시타 - 1912년 (다이쇼 초기?) ~ , 시치죠 신지에 합병

#### 쇼와 초기
- 시모노모리 - 1926년 (쇼와 초기?) 경, 소멸

#### 성매매방지법 시행까지 영업
- 고반쵸
- 시치죠 신지 - 시행 후, 고죠라쿠엔으로 으로 개칭하지만 2011년, 해산
- 슈모쿠마치

#### 성매매방지법 이후
- 츄쇼지마 - 1970년 (쇼와 45년) 폐지

### 교토부 내
- 아사히켄 (우지시)
- 미야코켄 (우지시)
- 신하마 (미야즈시)
- 아사다이 (마이즈루시)
- 카츠료 (마이즈루시)
- 타키노미야 (마이즈루시)
- 하시모토 (야와타시)
- 츠키미마치 (아야베시)
- 이자키 (후쿠치야마시)

## 관련 작품

### 영화
- 기온의 자매
- 기온바야시 (1934년)
- 기온바야시 (1953년)
- 가짜 성장
- 고반쵸 석무루
- 마이코모노가타리
- 장난감
- SAYURI
- 마이코항
- 한나리～Hannari--Geisya Modern (2006, 미국 사쿠라 프로덕션. 다큐멘터리 영화)
- Real Geisha Real Women
- 마이코는 레이디

### TV드라마
- 마이코상은 명탐정! (舞妓さんは名探偵, 1988년, 1989년, 1990년, 테레비아사히) - 사카이 노리코 주연
- 마이코상은 명탐정! (舞妓さんは名探偵, 1999년, 테레비아사히, 목요미스테리 시리즈) - 사카이 미키 주연
- 사랑하는 교토 (恋する京都, 2004년, NHK) - 츠루다 마유
- 교토에 어서오세요! (京都へおこしやす!, 2008년, 마이니치방송) - 나카무라 타마오, 오오지 메구미 주연
- 단단 (だんだん, 2008년 - 2009년, NHK, 아침연속TV소설) - 미쿠라 마나, 미쿠라 카나 주연. 마이코 역은 미쿠라 카나

### 만화
- 마이코네 행복한 밥상 (2017년, 코야마 아이코 원작 만화)

### 애니메이션
- 마이코네 행복한 밥상 (2021년 ~ 2022년에 걸쳐 NHK월드JAPAN, NHKE테레에서 TV애니메이션판이 방송. 2022년에는 넷플릭스에 게제.